# Orličky
Orličky (německy Adlerdörfel) jsou obec v Orlických horách v okrese Ústí nad Orlicí. Žije zde 267 obyvatel. Vesnice obdržela své pojmenování podle horního toku potoka Orličky, který se v Jablonném nad Orlicí vlévá do Tiché Orlice, přítoku řeky Orlice . Asi 3,5 km od centra obce se nachází Suchý vrch s rozhlednou a výletní restaurací.

## Historie
Vesnice pravděpodobně vznikla za kolonizace v dobách Přemysla Otakara II., který oblast nechal osidlovat Němci povolanými z Německa. V obci se původně nejspíše nacházela sklárna na vršku, která měla za následek další mýcení lesů v okolí. První písemná zmínka o obci pochází z roku 1588.

## Současnost
V současnosti je v obci výrazně zastoupen nábytkářský průmysl, zejména pak výroba židlí. Ty se vyráběly v Orličkách v malém už v období první republiky, větší rozmach však nastal až od šedesátých let dvacátého století, kdy sem družstvo Dřevotvar Jablonné nad Orlicí soustředilo výrobu koster židlí, a to jak vlastní konstrukce, tak – později – i zhotovovaných podle dokumentace zahraničních odběratelů, např. německé firmy Schlapp (stohovatelné židle Schlapp) či slovinské Javor. V roce 2008 odkoupila tuto provozovnu Dřevotvaru firma Doleček, která zde kromě vlastní produkce dál vyrábí i židle pro Dřevotvar, např. typy OP-99, Marta, Miriam a Monika. Po roce 1989 navázala souběžně na předválečnou výrobu židlí v Orličkách také soukromá firma Kaplan nábytek, která se kromě ní věnuje i náročné zakázkové produkci.